# ديفيد وليامز (قسيس)
ديفيد وليامز (بالإنجليزية: David Williams)‏ هو قسيس بريطاني، ولد في 16 أبريل 1961.